# Crashin' Thru
Crashin' Thru è un film muto del 1923 diretto da Val Paul. Prodotto dalla Robertson-Cole Pictures Corporation, aveva come interpreti Harry Carey, Cullen Landis, Myrtle Stedman, Charles Le Moyne, Winifred Bryson. La sceneggiatura di Beatrice Van si basa su If a Woman Will, racconto breve di Elizabeth Dejeans pubblicato in Blue Book del febbraio-aprile 1919.

## Trama
Jim Blake, preso di mira da un toro infuriato, si salva per l'intervento del suo socio, Saunders, che però, rimasto gravemente ferito, perde l'uso delle gambe. Al ranch arriva, accompagnata dalla figlia Diane, Celia, una donna che ha risposto a un'inserzione con la quale Saunders cercava una moglie. Lui, adesso, non vuole costringere Celia a sposare un disabile, e rifiuta quelle nozze, permettendole però di rimanere al ranch. Intanto Cons, il figlio di Saunders, addossa a Jim la colpa delle condizioni di suo padre e si mette in combutta con Gracia, una ballerina respinta da Jim che cerca così di vendicarsi di lui. Gracia complotta con Cons per rubare il bestiame di Jim, in modo che l'allevatore non riesca a rifondere un debito che ha contratto con suo zio Benedict. Quando quest'ultimo viene ucciso, Cons e Jim si accusano l'un l'altro dell'omicidio, per poi scoprire alla fine che la colpevole è Gracia. Saunders, curato amorevolmente da Celia, finirà per guarire, mentre Jim trova l'amore in Diane.

## Produzione
Il film fu prodotto dalla Robertson-Cole Pictures Corporation.

## Distribuzione
Il copyright del film, richiesto dalla R-C Pictures Corp., fu registrato il 16 marzo 1923 con il numero LP18773.

Distribuito dalla Film Booking Offices of America, il film uscì nelle sale statunitensi il 1º aprile 1923. Nel Regno Unito, fu distribuito il 4 febbraio 1924 dalla Wardour Films. In Danimarca, uscì il 4 agosto 1924 con il titolo Fast i Sadlen.
Non si conoscono copie ancora esistenti della pellicola che viene considerata presumibilmente perduta.